# Light Surrounding You
«Light Surrounding You» es el segundo sencillo de Evermore, tomado de su segundo álbum de estudio Real Life, lanzado por Warner Music en 2006. Fue escrito por Dann Hume.
La canción debutó en el ARIA Singles Chart de Australia. Catorce semanas después, la canción alcanzó el número uno, por lo que es el sencillo más exitoso de Evermore. También fue el primer sencillo de un artista de Nueva Zelanda en lograr el número 1 en las listas australianas.
Hablando con Warner, Dann Hume explicó que "Esta canción es sobre alguien que tenía todo el potencial del mundo, pero ellos no creían en sí mismos".
El video musical también cuenta con la actriz australiana Emily Browning. La canción fue utilizada como un homenaje al personaje de Sally en la final de la temporada de 2006 de Home and Away, mientras que se utilizó anteriormente para el estreno de la serie Channel Ten. En Nueva Zelanda, la canción fue utilizada en el paquete de televisión  del cableoperador TV One.

## Lista de canciones
Todas las canciones escritas y compuestas por Dann Hume. 
| CD sencillo / iTunes EP |                                |          |  |
| N.º                     | Título                         | Duración |  |
| 1.                      | «Light Surrounding You»        | 3:55     |  |
| 2.                      | «Waves on the Sun»             | 4:05     |  |
| 3.                      | «All Day and All of the Night» | 3:25     |  |
| 4.                      | «Sun Down»                     | 2:50     |  |

## Posición en las listas
- "Light Surrounding You" llegó al puesto 1 en los ARIA Singles Chart y al puesto 15 en los New Zealand Singles Chart, y recibió el disco de platino en Australia.[1]

| Lista (2006)                      | Posición |
| --------------------------------- | -------- |
| Australia (ARIA)                  | 1        |
| Nueva Zelanda (Recorded Music NZ) | 15       |

### Sucesión en listas
| Anterior: «Irreplaceable» de Beyoncé | ARIA Charts — Sencillo Nro 1 21 de enero de 2007 — 28 de enero de 2007 | Siguiente: «Lips of an Angel» de Hinder |

## Lanzamiento
| Región    | Fecha                 | Sello        | Formato              | Catálogo   |
| --------- | --------------------- | ------------ | -------------------- | ---------- |
| Australia | 14 de octubre de 2006 | Warner Music | CD, Descarga digital | 5101165472 |
| Australia | 14 de octubre de 2006 | Warner Music | CD, Descarga digital | 5101165475 |

## Personal
- Jon Hume - vocales, guitarra
- Peter Hume - vocales, teclados, bajo
- Dann Hume - vocales, batería